# 相鉄杯世界女流アマチュア囲碁選手権戦
相鉄杯世界女流アマチュア囲碁選手権戦（そうてつはいせかいじょりゅうあまちゅあいごせんしゅけんせん）は、囲碁の女流アマチュア世界一を決める棋戦。1989年から開始され、第4回までは毎年、第5回から2年に1回、1998年まで7回開催された。
- 主管 （2回-）国際囲碁連盟

第1回は世界女流アマ選抜囲碁大会として、第16カ国の選手が参加。第5回からヨコハマ相鉄杯世界女流アマチュア囲碁選手権戦。また前夜祭では、各選手が民族衣装をまとって華やかなレセプションが行われた。

## 方式
- スイス式トーナメント戦で行われる。

## 成績
| 回次 | 年度 | 参加国数 | 優勝者                 | 2位              | 3位          |
| ---- | ---- | -------- | ---------------------- | ---------------- | ------------ |
| 1    | 1989 | 16       | L.アオ（シンガポール） | 簡螢             | 中村智佳子   |
| 2    | 1990 | 22       | 簡螢（香港）           | 南治享           | 佐藤亜紀子   |
| 3    | 1991 | 24       | 佐藤亜紀子（日本）     | 簡螢             | 方芳         |
| 4    | 1992 | 26       | 姚小敏（中国）         | 尹暎善           | 張凱馨       |
| 5    | 1994 | 26       | 佐藤亜紀子（日本）     | 權孝珍           | 簡螢         |
| 6    | 1996 | 22       | 王亦青（中国）         | 李世玉           | 趙惠連       |
| 7    | 1998 | 22       | 山下千文（日本）       | チョ・セッピョル | キム・セヨン |